# Rilocazione di strutture

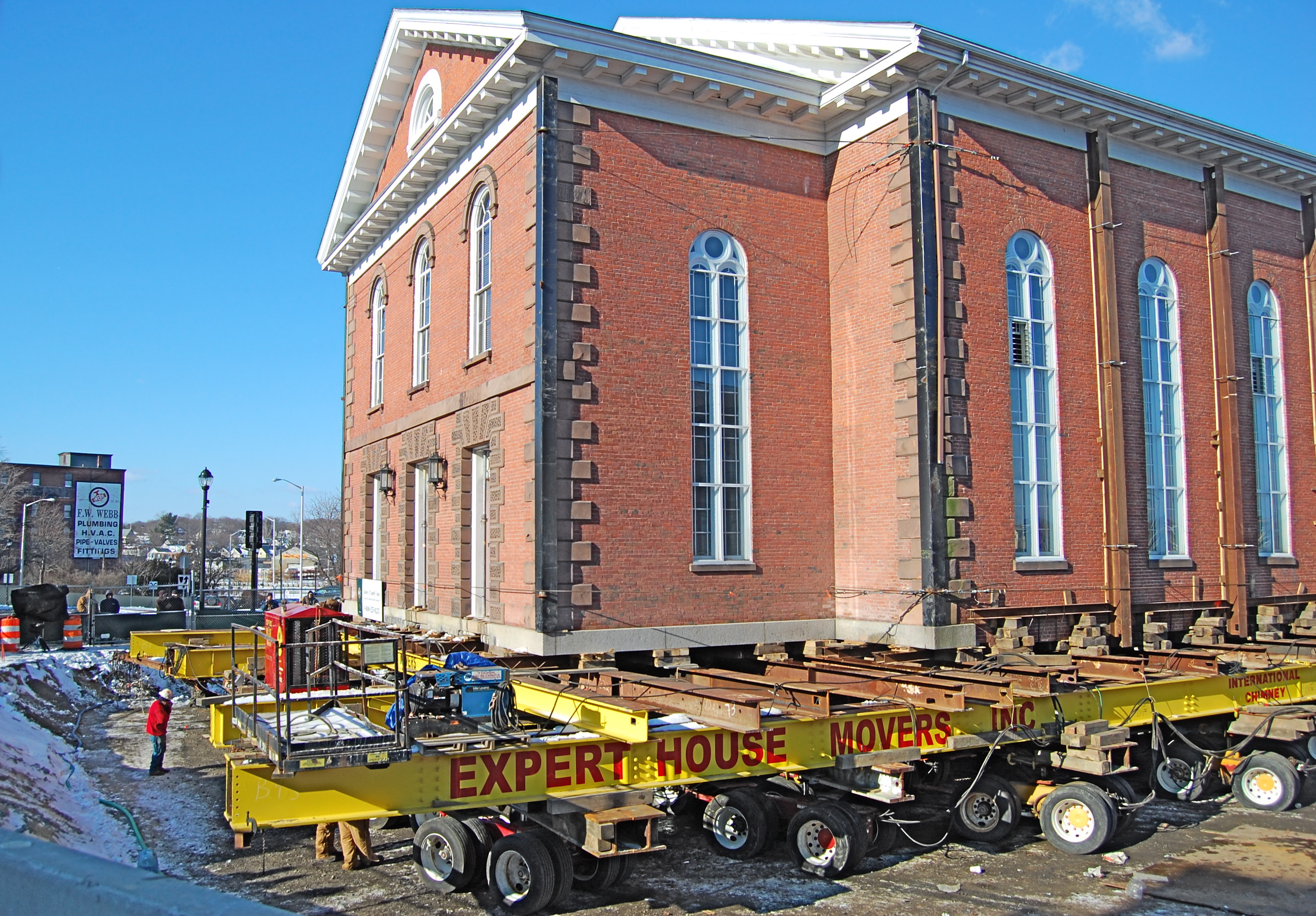
Salem (Massachusetts): spostamento della "prima Chiesa Battista" (costruita nel 1806) tramite carrelli idraulici. (gennaio 2009)

La rilocazione di una struttura è il procedimento con cui si sposta una struttura normalmente immobile, solitamente un edificio, dal luogo ove si trova ad un altro. Le tecniche utilizzate sono sostanzialmente due: lo smontaggio della struttura ed il riassemblaggio della stessa nel luogo di destinazione o lo spostamento della struttura integra, escludendo le fondamenta.
Le ragioni per cui una struttura viene rilocata possono essere diverse. Un edificio di interesse storico che si trova in un ambiente a rischio (ad esempio di alluvioni o frane) può essere spostato per garantirne la preservazione. Altra ragione per lo spostamento di un edificio è il riutilizzo dell'area per altri scopi, ad esempio importanti infrastrutture.
Una delle prime operazioni di traslazione di un grande edificio di cui si abbia notizia fu lo spostamento, nel 1455 a Bologna, della trecentesca torre campanaria della Magione (demolita nel 1825), alta 24 m con una base quadrata di lato 4 m, dal suo sito originario, sul fianco della scomparsa chiesa di S. Maria del Tempio in strada Maggiore, ad una distanza di circa 13 metri, per opera dell'architetto Aristotele Fioravanti.

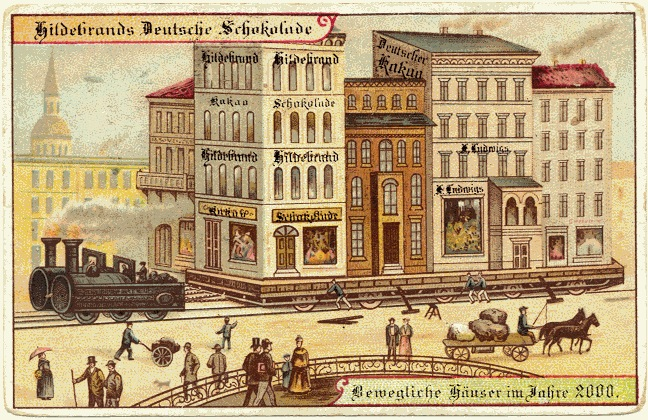
Illustrazione del 1900

## Esempi

### Spostamenti completi
Il Marble Arch di Londra (1847) era originariamente l'ingresso al ricostruito Buckingham Palace. Dopo l'ampliamento del Palazzo, fu smantellato e ricostruito in una posizione vicino a Hyde Park, con i lavori completati nel 1851.
Per salvare un albero, Mustafa Kemal Atatürk, il primo presidente della Repubblica di Turchia, spostò nel 1936 la futura posizione della sua casa estiva, la Yalova Atatürk Mansion, di quattro metri verso est.
Tra il 12 ottobre e il 14 novembre 1930, l'edificio Indiana Bell di Indianapolis di 8 piani e 11.000 tonnellate, sede dell'azienda di telecomunicazioni Indiana Bell, fu spostato di 52 piedi a sud e ruotato di 90 gradi. Le operazioni telefoniche continuarono senza interruzioni durante il corso del trasferimento dell'edificio.
Nel 1950 l'edificio della Compania Telefónica de Mexico (Compagnia telefonica del Messico) situato nella città di Guadalajara fu spostato di 11,8 metri senza interruzioni delle operazioni telefoniche. L'edificio pesa 1.700 tonnellate metriche. Il progetto è iniziato a maggio ed è terminato a novembre 1950. Lo spostamento dell'edificio stesso è durato 5 giorni. Il capo del progetto era Jorge Matute Remus, ingegnere ed ex rettore dell'Universidad De Guadalajara.
Una delle abitazioni più antiche d'Europa a Exeter, Regno Unito, fu spostata nel 1961 per fare spazio a una strada di circonvallazione. L'edificio in legno del XV secolo fu spostato su binari lungo una collina con una pendenza di 1:10, e divenne noto come The House That Moved.
L'edificio Cudecom a Bogotà, Colombia (Peso 7.000 tonnellate metriche, Distanza spostata: 95 piedi); fu spostato nell'ottobre 1974 utilizzando rulli in acciaio. L'edificio di 8 piani fu spostato verso ovest per costruire un'avenue. Lo spostamento dell'edificio Cudecom è stato nel Guinness dei Primati per 30 anni. Spostamento dell'edificio Cudecom Parte 1 Spostamento dell'edificio Cudecom Parte 2
Il Teatro Gem e il Teatro Century, entrambi ospitati nello stesso edificio a Detroit, furono spostati su ruote di cinque isolati nella nuova posizione al 333 di Madison Avenue il 16 ottobre 1997, a causa dello sviluppo dell'area del Comerica Park quando divenne la casa dei Detroit Tigers. A una distanza di 563 metri (1 847 piedi), è lo spostamento di un edificio di dimensioni considerevoli più lontano conosciuto, stabilendo un record mondiale di Expert House Movers, LLC.
Negli anni '80 in Romania, a causa dei progetti edilizi di Ceausescu, lo spostamento di strutture era comune. Molte costruzioni, inclusi edifici ecclesiastici e vecchi blocchi di appartamenti, venivano trasferiti utilizzando l'idraulica. Uno dei risultati più notevoli fu ottenuto il 27 maggio 1987, quando un intero edificio di appartamenti del peso di 7.600 tonnellate fu diviso in due e completamente spostato, con le persone all'interno, senza alcun danno. Al giorno d'oggi l'edificio è ancora in piedi ed è stato uno degli spostamenti più impegnativi al mondo. L'ingegnere Eugeniu Iordachescu spostò 29 edifici (di cui 13 erano chiese) durante la sua carriera.
Come parte dello sviluppo del Minnesota Shubert Performing Arts and Education Center, il Teatro Shubert fu spostato tra il 9 febbraio 1999 e il 21 febbraio 1999. L'edificio di 2.638 tonnellate fu spostato di tre isolati urbani ed è lo spostamento di un edificio registrato più pesante effettuato su ruote.
Il Faro di Belle Tout pesante 850 tonnellate, costruito nel 1831 vicino al bordo della scogliera prossima al promontorio a ovest di Beachy Head, East Sussex, Inghilterra. Fu spostato di più di 17 metri (56 piedi) nell'interno nel 1999 a causa dell'erosione della scogliera. Fu spinto da quattro martinetti idraulici lungo quattro travi di acciaio e cemento in una nuova posizione progettata appositamente per consentire futuri spostamenti.
Nel 1999, il Faro di Cape Hatteras alto 208 piedi e pesante 2540 tonnellate fu spostato di 2900 piedi per proteggerlo dall'erosione della spiaggia. Quando il faro della Carolina del Nord fu costruito nel 1870, si trovava a oltre 1500 piedi dal mare, ma entro il 1935 la spiaggia si era erosa e le onde erano a soli 100 piedi di distanza. A partire dal 1930 furono effettuati molti sforzi per fermare l'erosione, tra cui l'aggiunta di oltre un milione di metri cubi di sabbia, massicci sacchi di sabbia, e pareti in acciaio e cemento. Dopo quasi 70 anni divenne evidente che combattere l'erosione era una battaglia senza fine, e si decise di spostare il faro lontano dal mare.
La statua di Ramses II di 3.200 anni a Il Cairo fu spostata il 25 agosto 2006 da Ramses Square a un nuovo sito del museo. La statua era danneggiata lentamente dall'inquinamento ed era in un'area difficile da visitare. Lo spostamento della statua, alta 11 metri (36 piedi) e pesante circa 83 tonnellate, fu trasmesso in diretta in televisione egiziana. Trasportata intera sul retro di due camion, la statua era stata precedentemente tagliata in otto pezzi quando fu spostata dal sito di scavo nel 1950.
Nel giugno 2008, il Hamilton Grange National Memorial, la casa del 1802 di Alexander Hamilton a New York, fu spostata da un lotto angusto su Convent Avenue a un ambiente più spazioso che affaccia su West 141st Street nel vicino St. Nicholas Park, dove attualmente è in corso un restauro completo. È effettivamente la seconda volta che la residenza di 298 tonnellate viene spostata. Nel 1889 fu spostata dalla sua posizione originale in West 143rd Street alla proprietà di una chiesa a due isolati di distanza.
La Nathaniel Lieb House (1969), progettata dall'architetto Robert Venturi, fu spostata via barca da Long Beach Island (New Jersey) a Glen Cove, New York nel 2009.
Nell'aprile 2013, a causa dei lavori di costruzione in Fuzuli Street, la casa del famoso milionario di Baku, Isa bey Hajinski, a Baku (Azerbaijan), costruita nel 1908, fu spostata di 10 metri per proteggerla come monumento storico e architettonico. Il peso di questo edificio è di 18.000 tonnellate. Fu il più pesante edificio al mondo ad essere mai spostato.
La William Walker House, costruita intorno al 1904, fu spostata di 500 piedi quando il nuovo proprietario, Thomas Tull, decise di preservare la casa invece di demolirla. Lo spostamento avvenne nell'agosto 2016. La casa fu progettata dagli architetti Longfellow, Alden & Harlow.
Il 21 dicembre 2016 parte del Belleview-Biltmore Hotel fu spostata e posizionata su una nuova fondazione dove sarà convertita in una locanda con spazi per eventi, una gelateria e una sala della storia.

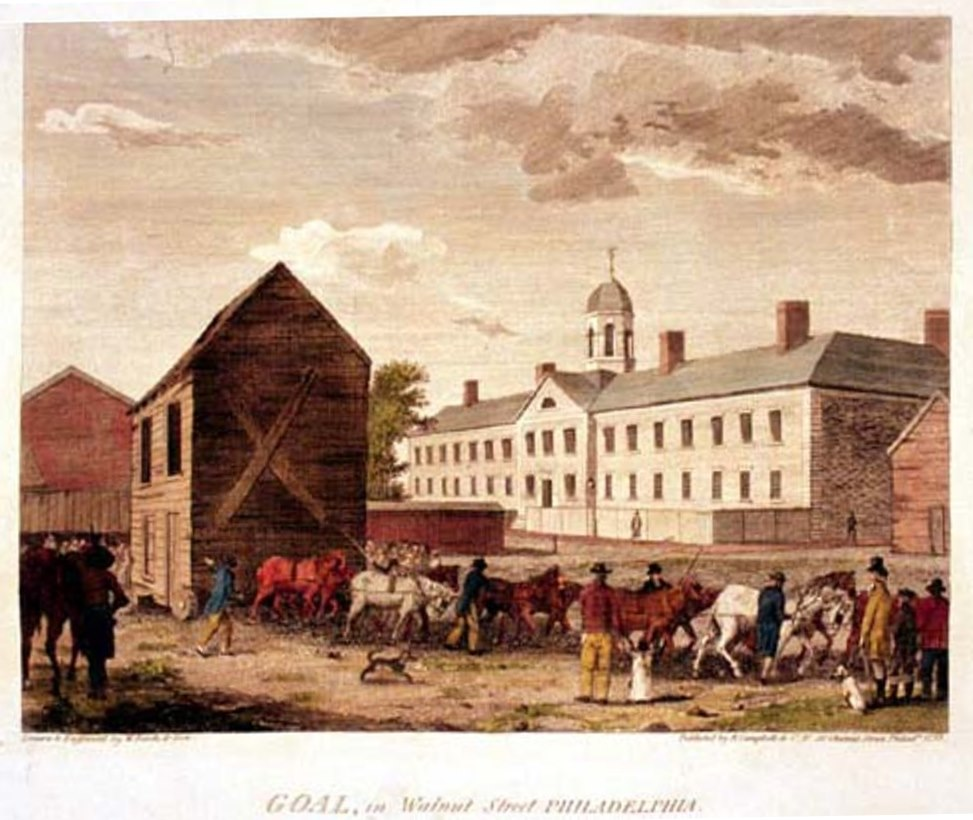
Spostamento di un edificio, Philadelphia, Pennsylvania, 1799.
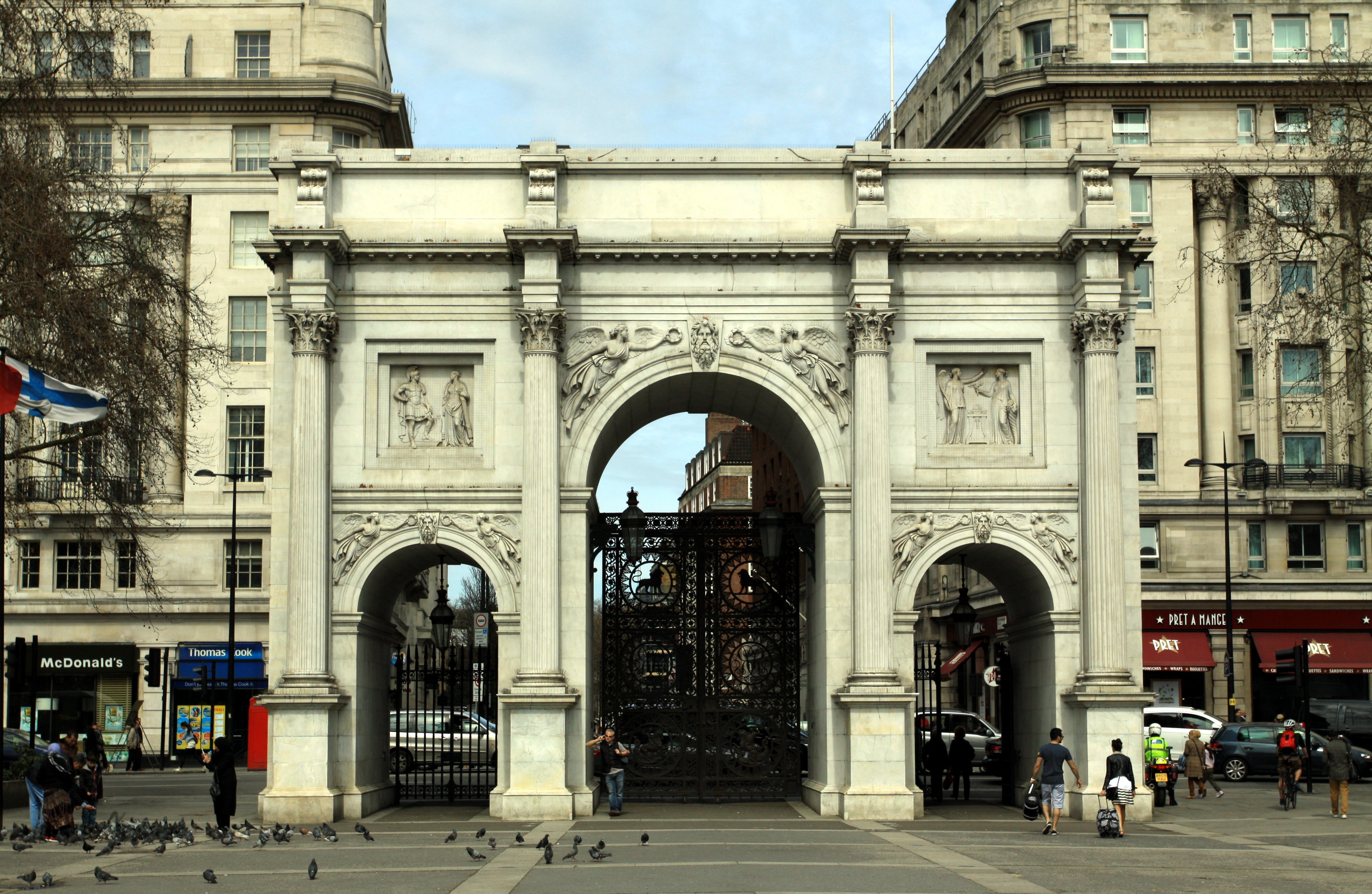
Arco di Marmo a Londra, Inghilterra, spostato da Palazzo di Buckingham a Hyde Park nel 1851.
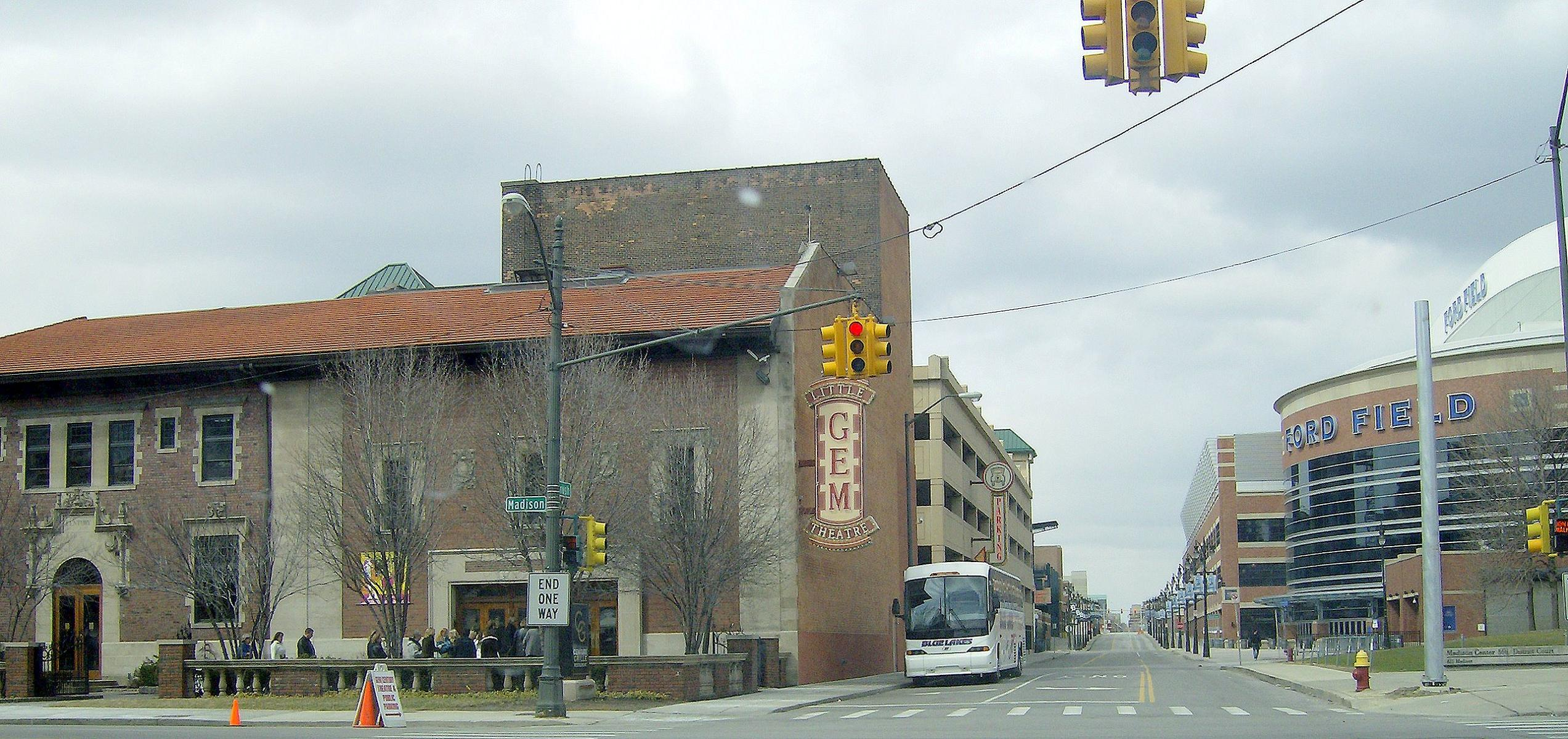
Teatro Gem, Detroit (Michigan), spostato nel 1997.
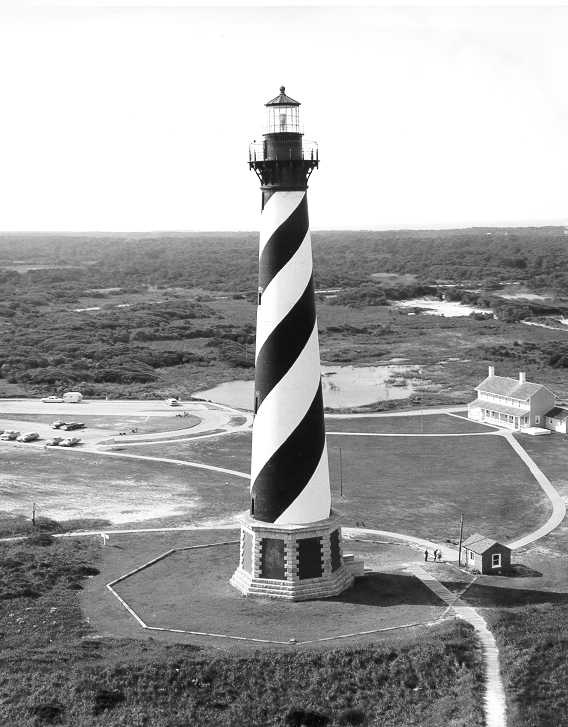
Faro di Cape Hatteras, spostato nel 1999.
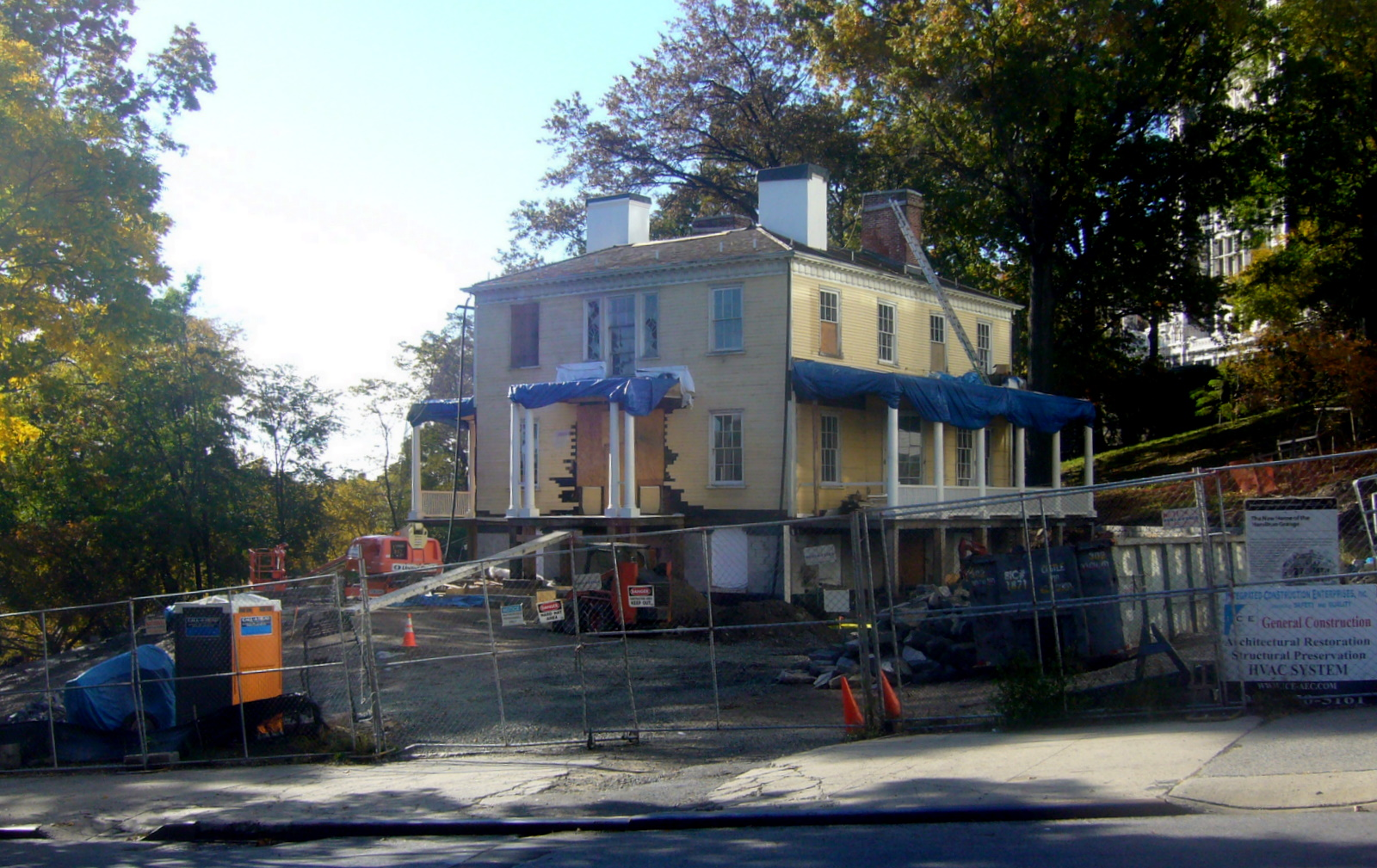
Casa di Alexander Hamilton, "The Grange," installata in St. Nicholas Park, 2008.
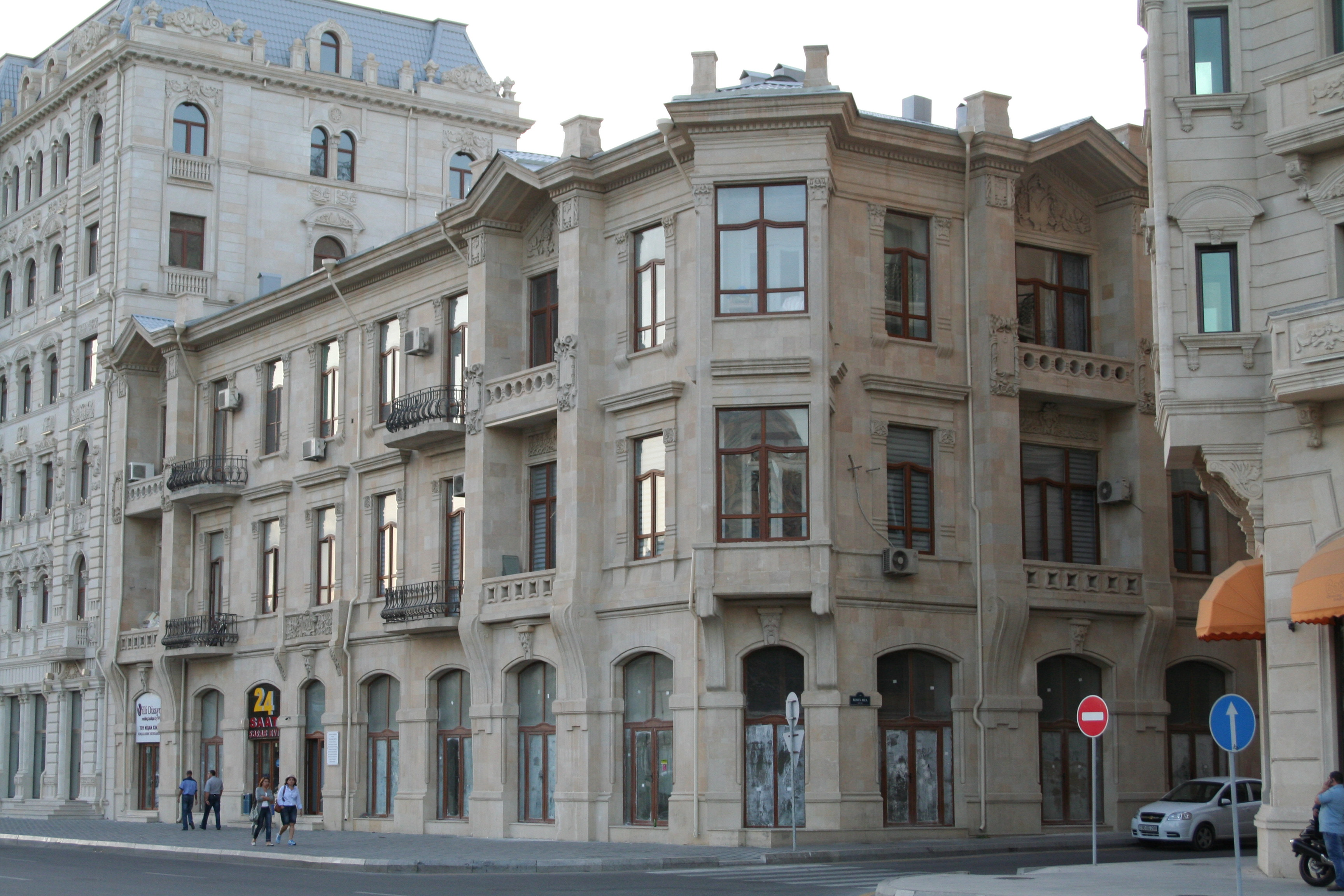
Casa di Isa bey Hajinski a Baku, Azerbaijan, spostata nel 2013
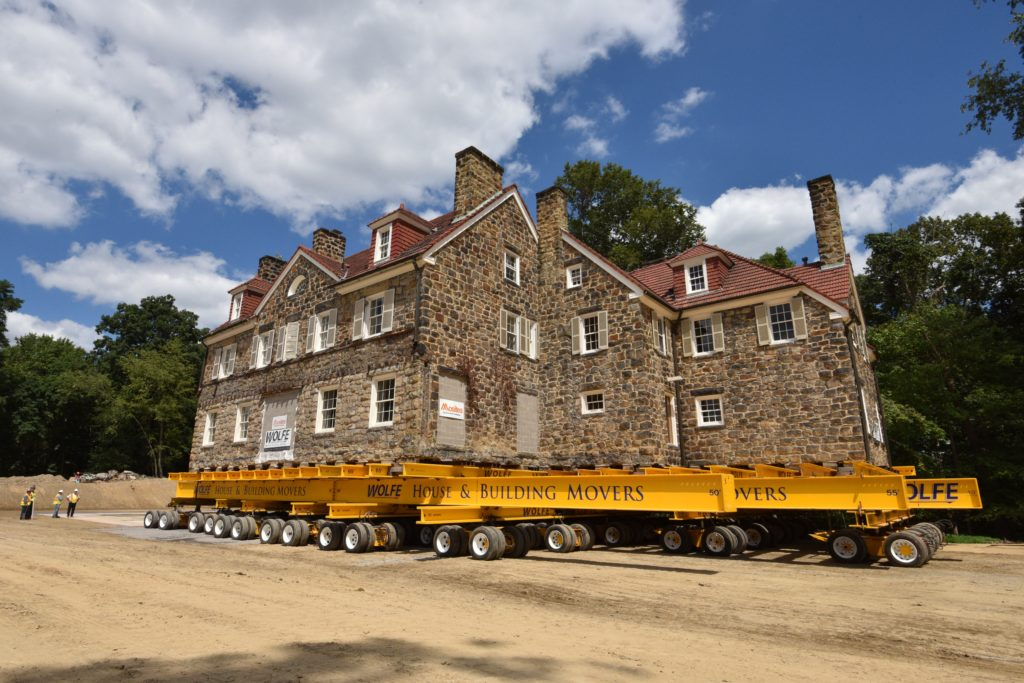
La William Walker House spostata a Edgeworth, Pennsylvania (agosto 2016).
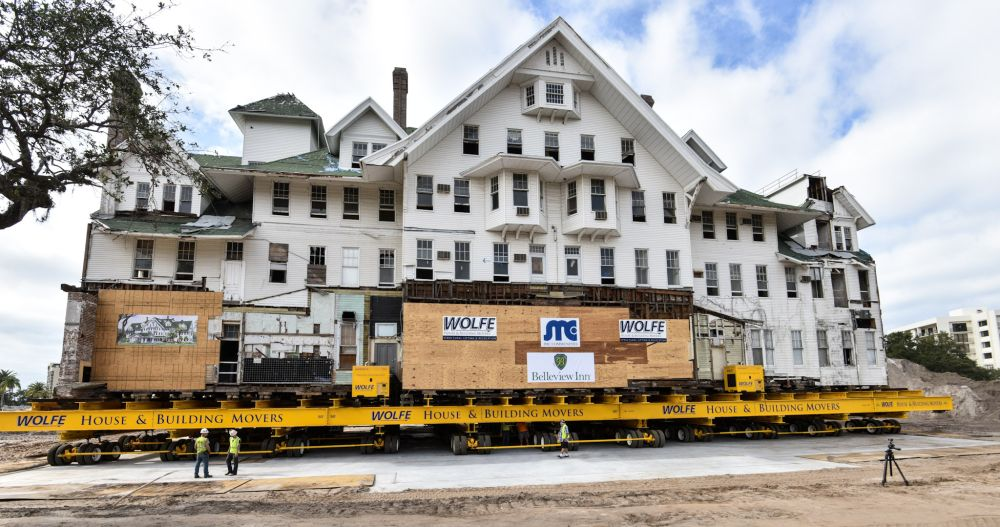
Belleview-Biltmore Hotel spostato di 230 piedi il 21 dicembre 2016 a Belleair, Florida.